# Friends-International
Friends-International — международная некоммерческая организация и социальное предприятие, основанное в Камбодже в 1994 году. Friends-International занимается комплексной защитой маргинализованных детей и подростков из бедных семей Камбоджи, Индонезии, Лаоса, Таиланда, Филиппин, Мьянмы, Гондураса, Мексики и Египта, а также созданием для них надлежащих условий через доступ к образованию и работе с использованием социальных бизнес-моделей. С момента основания организация реализовала программы в сфере образования, благосостояния и интеграции в общество для более чем 300 тыс. человек из числа городских беспризорников, сирот, наркоманов, токсикоманов, беженцев, нелегальных мигрантов, жертв домашнего насилия и работников секс-индустрии. Защита детей и расширение их возможностей осуществляется через четыре связанные между собой программы: Friends Programs, ChildSafe International, CYTI Alliance и Friends Social Business.
Программа Friends Social Business, начатая в 2001 году, не только обучает детей и предоставляет хорошую работу подросткам, но и создаёт финансовые ресурсы для устойчивости самой организации и её многочисленных партнёров (в том числе с помощью франчайзинга успешных социальных бизнесов). Friends-International управляет многими социальными предприятиями, работающими в сфере туризма, гостиничного и ресторанного бизнеса, розничной торговли, пассажирских перевозок (службы такси), интернет-кафе, ремёсел (Home Based Production Project) и профессионального образования (Vocational Training Project), которые помогают трудным подросткам вырваться из бедности и криминогенной среды. В 2007 году Friends-International получила награду за социальное предпринимательство от Фонда Сколла, в 2009 году — от Фонда Шваба.
По состоянию на 2014 год Friends-International управляла пятью учебными ресторанами и ещё три планировала к открытию (Камбоджа, Лаос и Таиланд), а также сетью магазинов VT shops в Камбодже и Лаосе. Friends-International проводит ежегодные конференции по социальному предпринимательству в Камбодже.   